# Port Washington (Wisconsin)
Port Washington è un comune degli Stati Uniti d'America, situato nello Stato del Wisconsin, nella Contea di Ozaukee, della quale è il capoluogo.